# Linha 9 (Metro de Madrid)

Linha 9

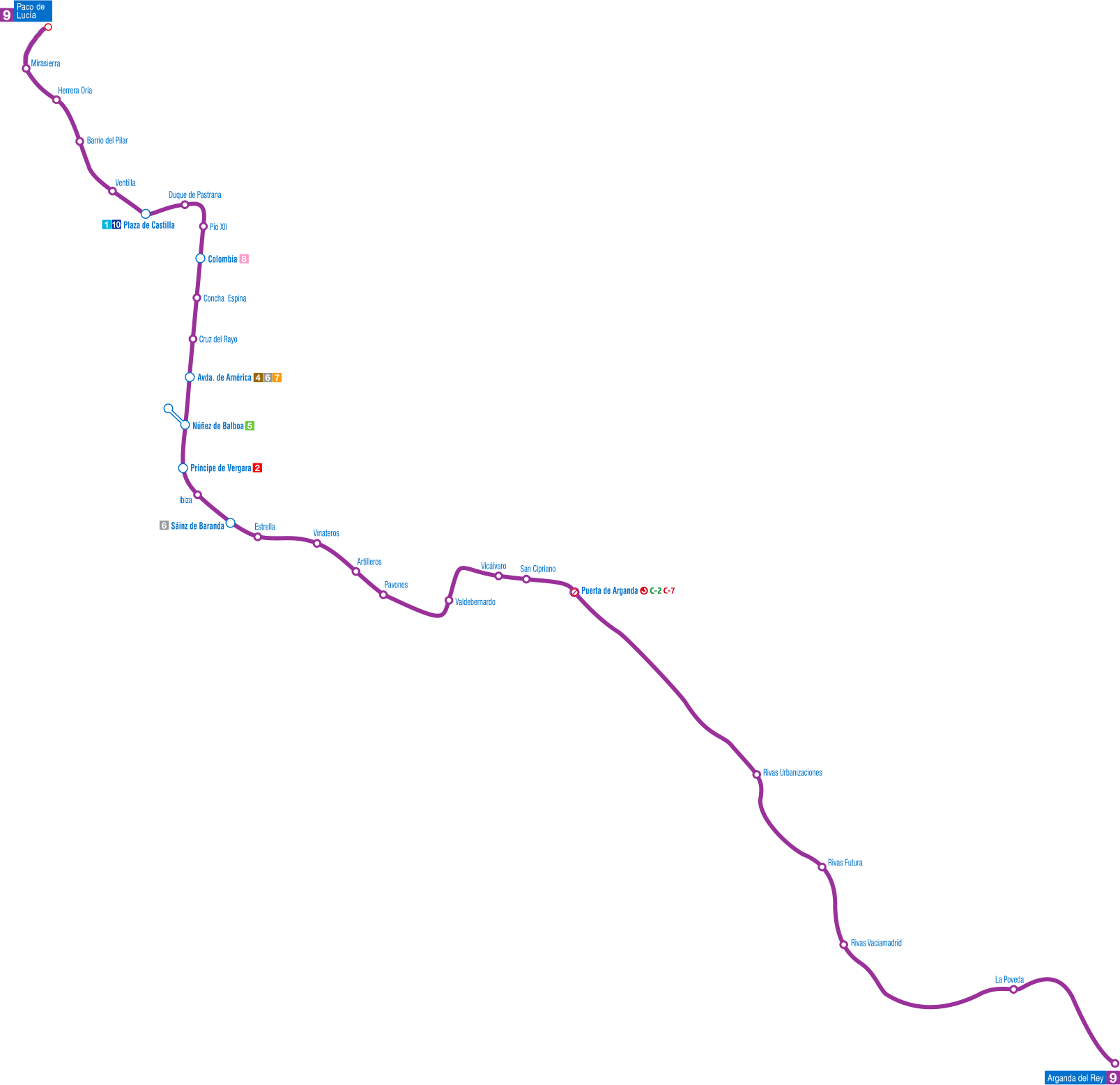
Linha 9

A Linha 9 do Metro de Madrid tem um comprimento de 39,5 quilômetros e 29 estações. A linha foi inaugurada em 31 de janeiro de 1980 e ampliada em 25 de março de 2015.

## Ligação externa
- Página oficial do Metro de Madrid